# Boronia decumbens
Boronia decumbens är en vinruteväxtart som beskrevs av M. F. Duretto. Boronia decumbens ingår i släktet Boronia och familjen vinruteväxter. Inga underarter finns listade i Catalogue of Life.